# Амапиано
Амапиано — поджанр хаус-музыки из Южной Африки, который стал популярен в середине 2010-х годов, а ранее регулярно появлялся на южноафриканских радиостанциях в начале 2000-х. Это гибрид дип-хауса, gqom, джаза, соула и лаунж музыки, характеризующийся синтезаторами и широкими, ударными басами. Слово «амапиано» происходит от зулусского слова, означающего «пианино».

## История
В отношении его происхождения существуют неоднозначные мнения и споры: по разным данным, этот музыкальный стиль появился в поселках Йоханнесбурга. Поскольку он имеет некоторое сходство с bacardi house, некоторые утверждают, что жанр зародился в Претории, но это остается неясным. Различные сведения о том, кто сформировал этот популярный жанр, не позволяют точно определить его происхождение.
Слово амапиано — это зулусское слово, которое можно вольно перевести как «пианино».

## Описание
Амапиано отличают фортепианные мелодии, дип-хаус, соул, квайто и бас-линии щелевых барабанов. В сэмпл-паки этого жанра часто добавляют звуки, взятые из музыки gqom. Bacardi часто воспринимается как поджанр амапиано или как возникший в 2020-х годах.

## Популярность
В музыке амапиано всегда доминировали в основном мужчины. Пользователи социальных сетей в Южной Африке постоянно борются за изменение представлений о том, как они помогли стране продвинуться вперед. В октябре 2023 года песня «Water» в стиле афробитс и амапиано фьюжн, написанная Tyla, получила международную известность после вирусного танцевального челенджа bacardi house в социальных сетях. Она стала первой песней южноафриканского солиста, вошедшей в американский чарт Billboard Hot 100 за 55 лет, и стала хитом топ-10 в Великобритании, Ирландии, Австралии, Нидерландах, Швеции и Новой Зеландии, где достигла первого места.